# Deigloria pulchella
Deigloria pulchella är en svampart som beskrevs av Agerer 1980. Deigloria pulchella ingår i släktet Deigloria och familjen Marasmiaceae.   Inga underarter finns listade i Catalogue of Life.